# Hans Fürst (Politiker)
Hans Fürst (* 23. Mai 1902 in Wädenswil; † 2. Mai 1968 ebenda, heimatberechtigt in Zürich) war ein Schweizer Jurist und Politiker (FDP).

## Biografie
Hans Fürst war der Sohn des Eduard Fürst. Hans Fürst studierte Rechtswissenschaft an den Universitäten Tübingen und Zürich.
1932 wurde er Bezirksanwalt, 1947 Präsident des Bezirksgerichts Horgen. Ab 1943 war er ständiger Vertreter des Bundesanwaltes für die deutsche Schweiz bei der Führung von Landesverräterprozessen. 1955 klagte er den ehemaligen Oberzolldirektor Ernst Widmer wegen verschiedener Vergehen an und 1957 untersuchte er die Spionageaffäre um Bundesanwalt René Dubois und Bundespolizei-Inspektor Max Ulrich. Nach dem Suizid Dubois’ war er von 1958 bis 1967 selbst Bundesanwalt. Bis 1966 hatte er auch die Leitung der Generalversammlung von Interpol inne.
Von 1935 bis 1943 und von 1951 bis 1958 gehörte der freisinnige Politiker dem Zürcher Kantonsrat an.
1930 heiratete er Olga Silvia Sender, Tochter des Heinrich Friedrich Sender von Schaffhausen. Er war auch Verwaltungsratspräsident der «Hutfabrik Fürst & Cie.» in Wädenswil sowie Oberstleutnant der Schweizer Armee.

## Werke
- Beitrag zur Lehre vom Prozessvergleich im schweiz. Recht unter besonderer Berücksichtigung des zürch. Prozessrechts. Wädenswil: Villiger 1927. Diss. iur. Univ. Zürich.